# Aleksander Pychowski
Aleksander Pychowski (ur. 3 listopada 1903 w Krakowie, zm. 20 października 1943 tamże) – polski piłkarz, występujący na pozycji obrońcy, 2-krotny reprezentant Polski. Grał w okularach. 
W czasie II wojny światowej zaangażowany w działalność konspiracyjną. Odebrał sobie życie, gdy niemiecka obława otoczyła jego dom. 
Pochowany na Cmentarzu Salwatorskim w Krakowie.

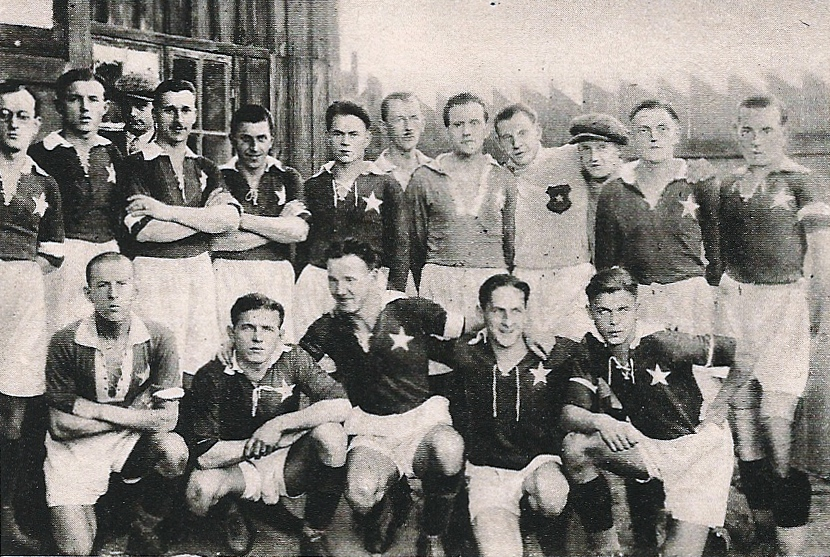
Wisła Kraków w 1927 roku, Pychowski pierwszy z lewej w górnym rzędzie

## Kariera klubowa
Jest wychowankiem Cracovii, w barwach której występował przez 4 lata. Jego drugim, a zarazem ostatnim klubem był lokalny rywal - Wisła, gdzie Pychowski grał do roku 1935.

## Kariera reprezentacyjna
W reprezentacji Polski Pychowski zagrał 2 razy, debiutując 1 listopada 1925 w spotkaniu ze Szwecją, rozegranym w Krakowie.